# Grgeteg
Grgeteg (cyr. Гргетег) – wieś w Serbii, w Wojwodinie, w okręgu sremskim, w gminie Irig. W 2011 roku liczyła 76 mieszkańców.